# Densill Theobald
Densill Theobald (* 27. Juni 1982 in Port of Spain) ist ein ehemaliger Fußballnationalspieler aus Trinidad und Tobago in der Position des Mittelfeldspielers.
Er hat bisher 92 Spiele für sein Land absolviert. Zurzeit spielt er beim Club FC Falkirk, wo er eine Position im Mittelfeld ausfüllt. Vorher war er bei Caledonia AIA. Mit der Nationalmannschaft nahm er auch bei der Fußball-Weltmeisterschaft 2006 teil.
Im Juli 2007 wechselte er nach Ungarn und unterschrieb einen Dreijahresvertrag beim Újpest Budapest. 2011 knüpfte er durch ein Engagement beim Dempo SC Kontakte nach Indien, wo er, unterbrochen durch Saisons in der Heimat, auch eine Saison beim Sporting Clube de Goa spielte und seit 2017 beim Mumbai FC unter Vertrag steht.